# 2005 na música

## Eventos
| Data            | Evento |
| --------------- | --- |
| 1 de janeiro    | Em quase toda Europa, expiram os direitos autorais de várias canções gravadas em 1954, e antes, incluindo "Rock Around the Clock", de Bill Haley, e "Only You", de The Platters. |
| 13 de janeiro   | Em Londres, Inglaterra, Duran Duran inicia sua turnê The Astronaut Tour. |
| 21 de janeiro   | Inicia o festival Big Day Out, na Austrália e Nova Zelândia. |
| 22 de janeiro   | No Millennium Stadium, em Cardiff, País de Gales, ocorre o concerto de caridade Tsunami Relief. |
| 29 de janeiro   | Em Vancouver, Canadá, artistas canadenses fazem um concerto de caridade para o Tsunami Relief. |
| 6 de fevereiro  | Termina o festival Big Day Out, na Austrália e Nova Zelândia. |
| 13 de fevereiro | No Grammy, Britney Spears ganha seu primeiro Grammy, na categoria Melhor Gravação de Dance, por seu single "Toxic". |
| 22 de fevereiro | Após ficar em silêncio desde o final de 2004, Blink-182 anuncia que entrará em um hiato por tempo indeterminado. Segundo o guitarrista, Tom DeLonge, a banda não ficará totalmente inativa. |
| 22 de fevereiro | Brian Welch, guitarrista do Korn, deixa a banda após se converter ao cristianismo. |
| 3 de abril      | Kenny Rogers assina um importante contrato de gravação mundial com a Capitol Records. |
| 3 de abril      | Mike Starr, baixista do Alice in Chains, é preso por "investigação de destruição de propriedade e roubo". |
| 7 de abril      | No Reliant Stadium, em Houston, Texas, EUA, ocorre o concerto Selena ¡VIVE!, marcando o 10º aniversário do assassinato de Selena. |
| 9 de abril      | Em Hiroshima, Japão, Destiny's Child inicia sua turnê Destiny Fulfilled... and Lovin' It. |
| 12 de abril     | Mariah Carey lança seu décimo álbum de estúdio, The Emancipation of Mimi, que se tornaria o álbum mais vendido do ano nos EUA, e o segundo mais vendido no mundo. |
| 2 de maio       | Linkin Park emite um comunicado à imprensa exigindo o término de seu contrato com a Warner Music Group, alegando que a gravadora falhou em cumprir sua "responsabilidade fiduciária de comercializar e promover" a banda devido ao corte de custos da empresa. |
| 6 de maio       | Audioslave torna-se o primeiro grupo americano de rock a realizar um show gratuito ao ar livre em Cuba. |
| 17 de maio      | Kylie Minogue é diagnosticada com câncer de mama, tendo que encerrar sua turnê Showgirl: The Greatest Hits Tour. |
| 19 de maio      | Em Kiev, Ucrânia, inicia o Concurso Eurovision. |
| 21 de maio      | Em Kiev, Ucrânia, a cantora greco-sueca Helena Paparizou vence o Concurso Eurovision, com a canção "My Number One", representando a Grécia. |
| 25 de maio      | Carrie Underwood vence a quarta temporada de American Idol. |
| 4 de junho      | "We Belong Together", segundo single de The Emancipation of Mimi (2005), de Mariah Carey, chega a 1ª posição da Billboard Hot 100, e permanece por 14 semanas, o recorde mais alto de toda a década. |
| 10 de junho     | Inicia o segundo Download Festival, no autódromo Donington Park, em Leicestershire, lesta da Inglaterra. |
| 12 de junho     | Termina o segundo Download Festival, no autódromo Donington Park, em Leicestershire, lesta da Inglaterra. |
| 12 de junho     | Pink Floyd anuncia que vai se reunir com o ex baixista, Roger Waters, em 2 de julho, para o concerto Live 8, em Londres, Inglaterra. |
| 13 de junho     | Michael Jackson é julgado inocente das acusações de abuso sexual infantil. |
| 14 de junho     | Após um hiato de quase 5 anos, Backstreet Boys lançam seu quinto álbum de estúdio, Never Gone. |
| 15 de junho     | Destiny's Child anuncia que o grupo irá se separar após a conclusão de sua turnê mundial. |
| 16 de junho     | Motörhead comemora seu 30º aniversário com um show no Hammersmith Apollo, em Londres, Inglaterra, que é posteriormente lançado em DVD. |
| 18 de junho     | No National Bowl, em Milton Keynes, Inglaterra, Green Day começa a filmar seu primeiro CD/DVD ao vivo, Bullet in a Bible (2005). |
| 19 de junho     | No National Bowl, em Milton Keynes, Inglaterra, Green Day termina de filmar seu primeiro CD/DVD ao vivo, Bullet in a Bible (2005), tocando para mais de 130.000 fãs nos dois dias. |
| 21 de junho     | Billy Corgan anuncia que quer voltar com sua banda The Smashing Pumpkins, que se separou em 2 de dezembro de 2000. |
| 2 de julho      | Concertos beneficentes do Live 8 ocorrem em todo o mundo, como parte da campanha Make Poverty History. |
| 6 de julho      | Lil' Kim é condenada a um ano e um dia de prisão por mentir a um grande júri federal sobre seu conhecimento dos suspeitos em um tiroteio em 2001 fora de uma estação de rádio de Nova Iorque, EUA. |
| 16 de agosto    | Eminem cancela a parte europeia da turnê Anger Management 3, alegando exaustão |
| 18 de agosto    | Interscope Records anuncia que Eminem entrou em reabilitação por dependência de medicamentos para dormir. Um hiato de quatro anos se seguiria até o lançamento do álbum Relapse, em 2009. |
| 26 de agosto    | Rihanna lança seu primeiro álbum de estúdio, Music of the Sun. |
| 28 de agosto    | Suge Knight, CEO da Death Row Records, leva um tiro na perna em uma pré festa do MTV Video Music Awards, em Miami, EUA. Ninguém é indiciado pelo tiro. |
| 2 de setembro   | NBC e suas afiliadas exibem A Concert for Hurricane Relief, o primeiro de vários concertos beneficentes para arrecadar fundos para o socorro do furacão Katrina. |
| 10 de setembro  | Destiny's Child termina sua turnê Destiny Fulfilled... and Lovin' It, e o grupo se separa. |
| 20 de setembro  | J.D. Fortune vence Rock Star: INXS, reality show de canto para eleger o novo vocalista da banda australiana INXS. |
| 27 de setembro  | Panic! at the Disco lança seu primeiro álbum de estúdio A Fever You Can't Sweat Out. |
| 15 de outubro   | A mídia noticia que Luis Miguel lançou sua própria safra de vinho, "Unico. Luis Miguel", um Cabernet Sauvignon. |
| 21 de outubro   | Nightwish se apresenta no Hartwall Areena, em Helsinque, Finlândia, que seria lançado em 2006 como End of an Era, seu segundo álbum/vídeo ao vivo. |
| 22 de outubro   | Tarja Turunen, vocalista do Nightwish, é demitida em carta aberta. |
| 25 de outubro   | 3 anos após o fim do grupo, 'N Sync lança seu primeiro álbum de compilação, Greatest Hits. |
| 6 de novembro   | "Hung Up" torna-se o 36º single de Madonna a entrar no Top 10, empatando-a com Elvis Presley como artista com mais singles no Top 10. "Hung Up" também é o 47º single de Madonna no Top 40, tornando-a a cantora com mais singles nessa parada. |
| 8 de novembro   | O primeiro videogame Guitar Hero é lançado para o PlayStation 2, que se tornaria um grande sucesso, ajudando a tornar os jogos rítmicos um dos gêneros de videogame mais populares, e aumentando as vendas de artistas com canções incluídas nos jogos. |
| 9 de novembro   | É lançado Confessions on a Dance Floor, 10º álbum de estúdio de Madonna, que chegaria ao primeiro lugar em 40 países, quebrando o recorde de 1 (2000), de The Beatles, com 36. |
| 15 de novembro  | O escândalo do rootkit de proteção contra cópia da Sony BMG estoura quando a empresa anuncia que retirará todo o estoque restante, de cerca de 15 milhões de CDs, contendo proteção contra cópia, que expõe os computadores dos consumidores a sérios riscos de segurança se reproduzidos em suas unidades de disco. Várias ações coletivas foram movidas contra a Sony. |
| 15 de novembro  | O girl group estadunidense Danity Kane é formado no programa Making the Band, da MTV. |
| 21 de novembro  | Kate DeAraugo vence a 3ª temporada de Australian Idol. |
| 22 de novembro  | System of a Down torna-se o 3º artista musical a ter dois álbuns número 1 no mesmo ano, ao lado de DMX e The Beatles. |
| 22 de novembro  | Britney Spears lança seu primeiro álbum de remixes, B in the Mix: The Remixes, que se tornaria um dos álbuns de remixes mais vendidos de todos os tempos. |
| 29 de novembro  | Chris Brown lança seu 1º álbum de estúdio, Chris Brown. |
| 3 de dezembro   | Marilyn Manson e Dita Von Teese realizam uma cerimônia de casamento na Irlanda. |
| 7 de dezebro    | São anunciados os indicados ao Grammy Awards de 2006. Mariah Carey, John Legend, e Kanye West, lideram, com oito cada. |
| 15 de dezembro  | "Hung Up", de Madonna, estabelece um novo recorde nas paradas de download ao ficar em 1º lugar por 7 semanas consecutivas. |
| 17 de dezembro  | No Reino Unido, Shayne Ward vence a segunda temporada de The X Factor. |
| 21 de dezembro  | Elton John se casa com David Furnish, em Londres, Inglaterra, após novas leis britânicas concederem às uniões homossexuais a mesma proteção legal de que gozam os casamentos heterossexuais. |
| 31 de dezembro  | "Don't Forget About Us", torna-se 17º single nº 1 de Mariah Carey, empatando-a com Elvis como 2ª artista com mais singles nº 1, atrás de The Beatles, com 20. |
| 31 de dezembro  | Mariah Carey torna-se a 1ª artista a se apresentar ao vivo na Times Square, em Nova Iorque, EUA, no especial televisivo Dick Clark's New Year's Rockin' Eve. |

## Lançamentos

### Álbuns de estúdio
| Data            | Título                                                | Artista(s)                           |
| --------------- | ----------------------------------------------------- | ------------------------------------ |
| 13 de janeiro   | Push the Button                                       | The Chemical Brothers                |
| 18 de janeiro   | The Documentary                                       | The Game                             |
| 24 de janeiro   | Nightbird                                             | Erasure                              |
| 25 de janeiro   | Be as You Are (Songs from an Old Blue Chair)          | Kenny Chesney                        |
| 25 de janeiro   | This Woman                                            | LeAnn Rimes                          |
| 1 de fevereiro  | Curtains                                              | John Frusciante                      |
| 8 de fevereiro  | Seventeen Days                                        | 3 Doors Down                         |
| 8 de fevereiro  | Gemini                                                | Brian McKnight                       |
| 8 de fevereiro  | It's Time                                             | Michael Bublé                        |
| 12 de fevereiro | Xuxa Solamente para Bajitos                           | Xuxa                                 |
| 23 de fevereiro | Rebirth                                               | Jennifer Lopez                       |
| 23 de fevereiro | Angel of Retribution                                  | Judas Priest                         |
| 1 de março      | In Between Dreams                                     | Jack Johnson                         |
| 3 de março      | The Massacre                                          | 50 Cent                              |
| 7 de março      | Employment                                            | Kaiser Chiefs                        |
| 8 de março      | The Fall of Rome                                      | Winter Solstice                      |
| 14 de março     | The Bravery                                           | The Bravery                          |
| 14 de março     | Human After All                                       | Daft Punk                            |
| 14 de março     | Hotel                                                 | Moby                                 |
| 15 de março     | Kerosene                                              | Miranda Lambert                      |
| 22 de março     | Lullabies to Paralyze                                 | Queens of the Stone Age              |
| 22 de março     | Devil's Playground                                    | Billy Idol                           |
| 22 de março     | Lifehouse                                             | Lifehouse                            |
| 22 de março     | Arular                                                | M.I.A.                               |
| 28 de março     | Waiting for the Sirens' Call                          | New Order                            |
| 29 de março     | Guero                                                 | Beck                                 |
| 29 de março     | Lost and Found                                        | Will Smith                           |
| 4 de abril      | Counting Down the Days                                | Natalie Imbruglia                    |
| 5 de abril      | The Healing Process                                   | Despised Icon                        |
| 5 de abril      | Now What                                              | Lisa Marie Presley                   |
| 11 de abril     | Bleed Like Me                                         | Garbage                              |
| 11 de abril     | Beautiful Intentions                                  | Melanie C                            |
| 12 de abril     | The Emancipation of Mimi                              | Mariah Carey                         |
| 12 de abril     | Lost and Found                                        | Mudvayne                             |
| 25 de abril     | Mighty ReArranger                                     | Robert Plant & The Strange Sensation |
| 26 de abril     | Delicious Surprise                                    | Jo Dee Messina                       |
| 26 de abril     | Devils & Dust                                         | Bruce Springsteen                    |
| 27 de abril     | Robyn                                                 | Robyn                                |
| 3 de maio       | From Under the Cork Tree                              | Fall Out Boy                         |
| 3 de maio       | Joe Perry                                             | Joe Perry                            |
| 3 de maio       | With Teeth                                            | Nine Inch Nails                      |
| 10 de maio      | Stand Up                                              | Dave Matthews Band                   |
| 10 de maio      | You Can't See Me                                      | John Cena e Tha Trademarc            |
| 10 de maio      | Make Believe                                          | Weezer                               |
| 11 de maio      | Demon Days                                            | Gorillaz                             |
| 17 de maio      | Mezmerize                                             | System of a Down                     |
| 23 de maio      | Out of Exile                                          | Audioslave                           |
| 24 de maio      | Rebel, Sweetheart                                     | The Wallflowers                      |
| 25 de maio      | Monkey Business                                       | The Black Eyed Peas                  |
| 30 de maio      | Don't Believe the Truth                               | Oasis                                |
| 3 de junho      | Fijación Oral, Vol. 1                                 | Shakira                              |
| 6 de junho      | X&Y                                                   | Coldplay                             |
| 6 de junho      | Passion                                               | Geri Halliwell                       |
| 7 de junho      | Sleeping in the Nothing                               | Kelly Osbourne                       |
| 7 de junho      | Choose Love                                           | Ringo Starr                          |
| 7 de junho      | Get Behind Me Satan                                   | The White Stripes                    |
| 13 de junho     | Jagged Little Pill Acoustic                           | Alanis Morissette                    |
| 13 de junho     | Who You Fighting For?                                 | UB40                                 |
| 14 de junho     | Never Gone                                            | Backstreet Boys                      |
| 14 de junho     | All or Nothing                                        | Fat Joe                              |
| 14 de junho     | In Your Honor                                         | Foo Fighters                         |
| 15 de junho     | Dynamite                                              | Jamiroquai                           |
| 21 de junho     | TheFutureEmbrace                                      | Billy Corgan                         |
| 27 de junho     | L.A. State of Mind                                    | Melanie Brown                        |
| 4 de julho      | Dirty Diamonds                                        | Alice Cooper                         |
| 4 de julho      | The Cookbook                                          | Missy Elliott                        |
| 5 de julho      | TP.3 Reloaded                                         | R. Kelly                             |
| 11 de julho     | Tissues and Issues                                    | Charlotte Church                     |
| 17 de julho     | Meu Presente é Você                                   | Bruno & Marrone                      |
| 19 de julho     | El Sexto Sentido                                      | Thalía                               |
| 25 de julho     | Crazy Hits                                            | Crazy Frog                           |
| 26 de julho     | Grown & Sexy                                          | Babyface                             |
| 26 de julho     | American Apathy                                       | Dope                                 |
| 26 de julho     | Mr. A–Z                                               | Jason Mraz                           |
| 26 de julho     | 4                                                     | Los Hermanos                         |
| 26 de julho     | All We Know Is Falling                                | Paramore                             |
| 2 de agosto     | Fireflies                                             | Faith Hill                           |
| 2 de agosto     | Countryman                                            | Willie Nelson                        |
| 9 de agosto     | Tommyland: The Ride                                   | Tommy Lee                            |
| 16 de agosto    | Time Well Wasted                                      | Brad Paisley                         |
| 23 de agosto    | Found in the Flood                                    | The Bled                             |
| 29 de agosto    | Music of the Sun                                      | Rihanna                              |
| 29 de agosto    | Back Home                                             | Eric Clapton                         |
| 30 de agosto    | Abandon Your Friends                                  | From Autumn to Ashes                 |
| 30 de agosto    | Late Registration                                     | Kanye West                           |
| 30 de agosto    | A Beautiful Lie                                       | Thirty Seconds to Mars               |
| 2 de setembro   | Clothes Drop                                          | Shaggy                               |
| 6 de setembro   | Solace                                                | Ion Dissonance                       |
| 6 de setembro   | A Bigger Bang                                         | The Rolling Stones                   |
| 12 de setembro  | Chaos and Creation in the Backyard                    | Paul McCartney                       |
| 12 de setembro  | PCD                                                   | The Pussycat Dolls                   |
| 13 de setembro  | Where You Live                                        | Tracy Chapman                        |
| 13 de setembro  | Jasper County                                         | Trisha Yearwood                      |
| 20 de setembro  | Guilty Pleasures                                      | Barbra Streisand                     |
| 20 de setembro  | Have a Nice Day                                       | Bon Jovi                             |
| 20 de setembro  | Illumination                                          | Earth, Wind & Fire                   |
| 26 de setembro  | Ça Ira                                                | Roger Waters                         |
| 27 de setembro  | Hefty Fine                                            | Bloodhound Gang                      |
| 27 de setembro  | All Jacked Up                                         | Gretchen Wilson                      |
| 27 de setembro  | The Naked Truth                                       | Lil' Kim                             |
| 27 de setembro  | Prairie Wind                                          | Neil Young                           |
| 27 de setembro  | A Fever You Can't Sweat Out                           | Panic! at the Disco                  |
| 27 de setembro  | The Trinity                                           | Sean Paul                            |
| 27 de setembro  | Wildflower                                            | Sheryl Crow                          |
| 27 de setembro  | A Time to Love                                        | Stevie Wonder                        |
| 27 de setembro  | Libra                                                 | Toni Braxton                         |
| 28 de setembro  | You Could Have It So Much Better                      | Franz Ferdinand                      |
| 4 de outubro    | Broken Social Scene                                   | Broken Social Scene                  |
| 4 de outubro    | Anywhere but Here                                     | Chris Cagle                          |
| 4 de outubro    | Extraordinary Machine                                 | Fiona Apple                          |
| 4 de outubro    | All the Right Reasons                                 | Nickelback                           |
| 4 de outubro    | Throw Down Your Arms                                  | Sinéad O'Connor                      |
| 5 de outubro    | Dangerous and Moving                                  | t.A.T.u.                             |
| 10 de outubro   | Life                                                  | Ricky Martin                         |
| 10 de outubro   | Taller in More Ways                                   | Sugababes                            |
| 11 de outubro   | One Thing Remains                                     | Default                              |
| 11 de outubro   | Those Were the Days                                   | Dolly Parton                         |
| 11 de outubro   | Back to Bedlam                                        | James Blunt                          |
| 11 de outubro   | Tough All Over                                        | Gary Allan                           |
| 11 de outubro   | Next                                                  | Sevendust                            |
| 11 de outubro   | In the Wake of Determination                          | Story of the Year                    |
| 11 de outubro   | In the Mid-Nite Hour                                  | Warren G                             |
| 14 de outubro   | Super Extra Gravity                                   | The Cardigans                        |
| 17 de outubro   | Playing the Angel                                     | Depeche Mode                         |
| 17 de outubro   | Simplified                                            | Simply Red                           |
| 18 de outubro   | I Am Me                                               | Ashlee Simpson                       |
| 18 de outubro   | Their Rock Is Not Our Rock                            | Fireball Ministry                    |
| 18 de outubro   | Thanks for the Memory: The Great American Songbook IV | Rod Stewart                          |
| 24 de outubro   | Rapture of the Deep                                   | Deep Purple                          |
| 24 de outubro   | Intensive Care                                        | Robbie Williams                      |
| 25 de outubro   | The Triptych                                          | Demon Hunter                         |
| 25 de outubro   | III                                                   | Joe Nichols                          |
| 25 de outubro   | Bloodlust                                             | Through the Eyes of the Dead         |
| 26 de outubro   | Christmas Songs                                       | Diana Krall                          |
| 27 de outubro   | Awake                                                 | Secondhand Serenade                  |
| 28 de outubro   | We, the Vehicles                                      | Maritime                             |
| 31 de outubro   | All That I Am                                         | Santana                              |
| 31 de outubro   | Face to Face                                          | Westlife                             |
| 1 de novembro   | Under Cover                                           | Ozzy Osbourne                        |
| 1 de novembro   | Tiny Cities                                           | Sun Kil Moon                         |
| 4 de novembro   | Analogue                                              | A-ha                                 |
| 7 de novembro   | Aerial                                                | Kate Bush                            |
| 8 de novembro   | The Body Acoustic                                     | Cyndi Lauper                         |
| 8 de novembro   | The Road and the Radio                                | Kenny Chesney                        |
| 9 de novembro   | Confessions on a Dance Floor                          | Madonna                              |
| 15 de novembro  | Some Hearts                                           | Carrie Underwood                     |
| 21 de novembro  | Amarantine                                            | Enya                                 |
| 22 de novembro  | The Rising Tied                                       | Fort Minor                           |
| 22 de novembro  | Hypnotize                                             | System of a Down                     |
| 23 de novembro  | Son of a Plumber                                      | Per Gessle                           |
| 28 de novembro  | Oral Fixation, Vol. 2                                 | Shakira                              |
| 28 de novembro  | One Way Ticket to Hell... and Back                    | The Darkness                         |
| 29 de novembro  | Chris Brown                                           | Chris Brown                          |
| 29 de novembro  | Switch                                                | INXS                                 |
| 30 de novembro  | A Little More Personal (Raw)                          | Lindsay Lohan                        |
| 6 de dezembro   | See You on the Other Side                             | Korn                                 |
| 6 de dezembro   | Tha Carter II                                         | Lil Wayne                            |
| 9 de dezembro   | Xuxa Festa                                            | Xuxa                                 |
| 13 de dezembro  | Ain't Nobody Worryin'                                 | Anthony Hamilton                     |
| 20 de dezembro  | The Breakthrough                                      | Mary J. Blige                        |
| 27 de dezembro  | Unpredictable                                         | Jamie Foxx                           |
| 30 de dezembro  | First Impressions of Earth                            | The Strokes                          |

### Álbuns de compilação
| Data            | Título                                                       | Artista(s)              |
| --------------- | ------------------------------------------------------------ | ----------------------- |
| 4 de janeiro    | Osirus                                                       | Ol' Dirty Bastard       |
| 25 de janeiro   | Love Songs                                                   | Chicago                 |
| 31 de janeiro   | The Very Best of East Seventeen                              | East 17                 |
| 1 de fevereiro  | Red, White & Crüe                                            | Mötley Crüe             |
| 22 de fevereiro | Perfect Remixes Vol. 3                                       | Tiësto                  |
| 14 de março     | Adapt or Die: Ten Years of Remixes                           | Everything but the Girl |
| 21 de março     | The Singles                                                  | Basement Jaxx           |
| 29 de março     | Unforgettable                                                | Selena                  |
| 5 de abril      | Candy                                                        | Mandy Moore             |
| 11 de abril     | The Definitive Singles Collection 1984–2004                  | a-ha                    |
| 12 de abril     | Un-Break My Heart: The Remix Collection                      | Toni Braxton            |
| 25 de abril     | Back to Mine: Pet Shop Boys                                  | Pet Shop Boys           |
| 25 de abril     | The Essential Michael Bolton                                 | Michael Bolton          |
| 2 de maio       | The Collection                                               | Atomic Kitten           |
| 3 de maio       | The Collection                                               | David Bowie             |
| 16 de maio      | Forever Faithless – The Greatest Hits                        | Faithless               |
| 17 de maio      | Rock of Ages: The Definitive Collection                      | Def Leppard             |
| 20 de maio      | Days Go By                                                   | Keith Urban             |
| 31 de maio      | Army of Me: Remixes and Covers                               | Björk                   |
| 31 de maio      | Best of                                                      | Groove Coverage         |
| 14 de junho     | The Best of '94–'99                                          | Bush                    |
| 20 de junho     | Greatest Hits                                                | The Offspring           |
| 21 de junho     | Collaborations                                               | Sinéad O'Connor         |
| 28 de junho     | Greatest Hits: Back to the Start                             | Megadeth                |
| 12 de julho     | The Essential Iron Maiden                                    | Iron Maiden             |
| 19 de julho     | The Ultimate Collection                                      | Ace of Base             |
| 4 de agosto     | Peace, Love & Truth                                          | John Lennon e Yoko Ono  |
| 10 de agosto    | Most Wanted                                                  | Hilary Duff             |
| 30 de agosto    | The Bootleg Series Vol. 7: No Direction Home: The Soundtrack | Bob Dylan               |
| 8 de setembro   | 18 Hits                                                      | ABBA                    |
| 27 de setembro  | Highest Hopes                                                | Nightwish               |
| 28 de setembro  | Snoopified                                                   | Snoop Dogg              |
| 3 de outubro    | Working Class Hero: The Definitive Lennon                    | John Lennon             |
| 3 de outubro    | Singles                                                      | New Order               |
| 11 de outubro   | The Complete Stevie Wonder                                   | Stevie Wonder           |
| 18 de outubro   | Anthology                                                    | Bryan Adams             |
| 21 de outubro   | #1's                                                         | Destiny's Child         |
| 25 de outubro   | The Legend of Johnny Cash                                    | Johnny Cash             |
| 25 de outubro   | The Other Side of Cool                                       | Babyface                |
| 25 de outubro   | Greatest Hits                                                | 'N Sync                 |
| 31 de outubro   | Greatest Hits                                                | Blink-182               |
| 1 de novembro   | Truly Madly Completely: The Best of Savage Garden            | Savage Garden           |
| 1 de novembro   | Sliver: The Best of the Box                                  | Nirvana                 |
| 7 de novembro   | Ultimate Collection                                          | Eurythmics              |
| 7 de novembro   | Pieces of a Dream                                            | Anastacia               |
| 8 de novembro   | Greatest Hitz                                                | Limp Bizkit             |
| 8 de novembro   | Greatest Hits                                                | Blondie                 |
| 8 de novembro   | Greatest Hits: Limited Tour Edition                          | Lenny Kravitz           |
| 10 de novembro  | Elton John's Christmas Party                                 | Elton John              |
| 14 de novembro  | Never Forget – The Ultimate Collection                       | Take That               |
| 15 de novembro  | The Collection                                               | Alanis Morissette       |
| 15 de novembro  | Money Is Still a Major Issue                                 | Pitbull                 |
| 21 de novembro  | Rarities 1971–2003                                           | The Rolling Stones      |
| 22 de novembro  | B in the Mix: The Remixes                                    | Britney Spears          |
| 22 de novembro  | Grandes Éxitos                                               | Luis Miguel             |
| 28 de novembro  | Love Songs                                                   | Bee Gees                |
| 6 de dezembro   | Curtain Call: The Hits                                       | Eminem                  |
| 6 de dezembro   | Collectables by Ashanti                                      | Ashanti                 |
| 6 de dezembro   | Miss Etta James: The Complete Modern and Kent Recordings     | Etta James              |
| 13 de dezembro  | Guerolito                                                    | Beck                    |
| 13 de dezembro  | Bigg Snoop Dogg Presents...Welcome to tha Chuuch: Da Album   | Snoop Dogg              |
| 20 de dezembro  | Duets: The Final Chapter                                     | The Notorious B.I.G.    |

### Álbuns ao vivo
| Data            | Título                               | Artista(s)                             |
| --------------- | ------------------------------------ | -------------------------------------- |
| 11 de janeiro   | Live from CBGB's                     | Living Colour                          |
| 14 de fevereiro | Banda Calypso na Amazônia            | Banda Calypso                          |
| 14 de março     | Live at the Apollo                   | Ben Harper e The Blind Boys of Alabama |
| 15 de março     | Ahora le Toca al Cangri! Live        | Daddy Yankee                           |
| 29 de março     | Live at Earls Court                  | Morrissey                              |
| 29 de março     | Unforgettable                        | Selena                                 |
| 26 de abril     | Live from Las Vegas                  | Frank Sinatra                          |
| 9 de junho      | Minimum-Maximum                      | Kraftwerk                              |
| 10 de maio      | Selena ¡Vive!                        | Selena                                 |
| 7 de junho      | Live at Brixton Academy              | Dido                                   |
| 14 de junho     | The Best of '94–'99                  | Bush                                   |
| 19 de julho     | Tour Generación RBD En Vivo          | RBD                                    |
| 29 de agosto    | Death on the Road                    | Iron Maiden                            |
| 30 de agosto    | Live in Las Vegas                    | Macy Gray                              |
| 30 de agosto    | Free to Be Dirty! Live               | Ol' Dirty Bastard                      |
| 5 de setembro   | Live at the House of Blues           | Tupac                                  |
| 13 de setembro  | Return of the Champions              | Queen + Paul Rodgers                   |
| 20 de setembro  | Live – Friday the 13th               | Maroon 5                               |
| 20 de setembro  | BBC Live & In-Session                | Motörhead                              |
| 26 de setembro  | MTV ao Vivo: Titãs                   | Titãs                                  |
| 4 de outubro    | INXS: Live at Barker Hangar          | INXS                                   |
| 4 de outubro    | MTV Hard Rock Live                   | Simple Plan                            |
| 7 de outubro    | Unplugged                            | Alicia Keys                            |
| 11 de outubro   | The Best of Hanson: Live & Electric  | Hanson                                 |
| 25 de outubro   | Rockin' the Joint                    | Aerosmith                              |
| 25 de outubro   | Live from London                     | Duran Duran                            |
| 1 de novembro   | 9.0: Live                            | Slipknot                               |
| 8 de novembro   | Live in São Paulo                    | Sepultura                              |
| 15 de novembro  | Bullet in a Bible                    | Green Day                              |
| 15 de novembro  | Caught in the Act                    | Michael Bublé                          |
| 22 de novembro  | Over the Years and Through the Woods | Queens of the Stone Age                |
| 28 de novembro  | Ana & Jorge ao Vivo                  | Ana Carolina e Seu Jorge               |
| 29 de novembro  | Weekend on the Rocks                 | Dave Matthews Band                     |
| 29 de novembro  | Live in Paris 05                     | Laura Pausini                          |
| 13 de dezembro  | Barrio Fino en Directo               | Daddy Yankee                           |

### Trilhas sonoras
| Data           | Título                                                                           | Artista(s)                        |
| -------------- | -------------------------------------------------------------------------------- | --------------------------------- |
| 1 de janeiro   | Charmed: The Book of Shadows                                                     | Vários artistas                   |
| 11 de janeiro  | Elektra: The Album                                                               | Vários artistas                   |
| 11 de janeiro  | Coach Carter: Music from the Motion Picture                                      | Vários artistas                   |
| 1 de maço      | Robots: Music from the Original Motion Picture                                   | Vários artistas                   |
| 8 de março     | Drake & Josh: Songs from and Inspired by the Hit TV Show                         | Drake Bell e vários artistas      |
| 29 de março    | Sin City: Original Motion Picture Soundtrack                                     | Vários artistas                   |
| 26 de abril    | Family Guy: Live in Vegas                                                        | Walter Murphy and His Orchestra   |
| 26 de abril    | Kingdom of Heaven: Original Motion Picture Soundtrack                            | Vários artistas                   |
| 3 de maio      | Star Wars Episode III: Revenge of the Sith – Original Motion Picture Soundtrack  | John Williams                     |
| 17 de maio     | Darcy's Wild Life                                                                | Vários artistas                   |
| 17 de maio     | Best of the Muppets featuring The Muppets' Wizard of Oz                          | The Muppets                       |
| 24 de maio     | Mysterious Skin: Music from the Film                                             | Robin Guthrie e Harold Budd       |
| 14 de junho    | Batman Begins: Original Motion Picture Soundtrack                                | Hans Zimmer e James Newton Howard |
| 22 de julho    | Kim Possible: Songs from and Inspired by the TV Series                           | Vários artistas                   |
| 25 de julho    | The Music from Matthew Barney's Drawing Restraint 9                              | Björk                             |
| 30 de agosto   | The Bootleg Series Vol. 7: No Direction Home: The Soundtrack                     | Bob Dylan                         |
| 5 de setembro  | The Shield: Music from the Streets                                               | Vários artistas                   |
| 13 de setembro | Elizabethtown: Music from and the Motion Picture                                 | Vários artistas                   |
| 23 de setembro | Rent: Original Motion Picture Soundtrack                                         | Elenco de Rent                    |
| 25 de setembro | Music from and Inspired by Desperate Housewives                                  | Vários artistas                   |
| 27 de setembro | Grey's Anatomy: Original Soundtrack                                              | Vários artistas                   |
| 27 de setembro | Music Inspired by The Chronicles of Narnia: The Lion, the Witch and the Wardrobe | Vários artistas                   |
| 25 de outubro  | Saw II: Original Motion Picture Soundtrack                                       | Vários artistas                   |
| 1 de novembro  | Brokeback Mountain: Original Motion Picture Soundtrack                           | Gustavo Santaolalla               |
| 1 de novembro  | Jersey Boys: Original Broadway Cast Recording                                    | Vários artistas                   |
| 8 de novembro  | Get Rich or Die Tryin': Music from and Inspired by the Motion Picture            | G-Unit Records                    |
| 15 de novembro | Pride & Prejudice: Music from the Motion Picture                                 | Dario Marianelli                  |
| 15 de novembro | Harry Potter and the Goblet of Fire: Original Motion Picture Soundtrack          | Patrick Doyle                     |
| 15 de novembro | Walk the Line: Original Motion Picture Soundtrack                                | Vários artistas                   |
| 22 de novembro | Memoirs of a Geisha: Original Motion Picture Soundtrack                          | John Williams                     |
| 22 de novembro | Just Friends: Original Motion Picture Soundtrack                                 | Vários artistas                   |
| 6 de dezembro  | Syriana : Music from the Motion Picture                                          | Alexandre Desplat                 |
| 7 de dezembro  | King Kong: Original Motion Picture Soundtrack                                    | James Newton Howard               |
| 13 de dezembro | The Chronicles of Narnia: The Lion, the Witch and the Wardrobe                   | Harry Gregson-Williams            |

### Álbuns de vídeo
| Data            | Título                                                   | Artista(s)                             |
| --------------- | -------------------------------------------------------- | -------------------------------------- |
| 12 de fevereiro | Xuxa Solamente para Bajitos                              | Xuxa                                   |
| 14 de fevereiro | Banda Calypso na Amazônia                                | Banda Calypso                          |
| 15 de fevereiro | The Collection                                           | Earth, Wind & Fire                     |
| 15 de maço      | All the Best: The Live Collection                        | Tina Turner                            |
| 22 de março     | Classic Albums: Nirvana – Nevermind                      | Nirvana                                |
| 22 de março     | The College Dropout Video Anthology                      | Kanye West                             |
| 28 de março     | Family Jewels                                            | AC/DC                                  |
| 29 de março     | Behind Hazel Eyes                                        | Kelly Clarkson                         |
| 29 de março     | Live at the Apollo                                       | Ben Harper e The Blind Boys of Alabama |
| 25 de abril     | The Essential Michael Bolton                             | Michael Bolton                         |
| 30 de maio      | The Medúlla Videos                                       | Björk                                  |
| 31 de maio      | Best of                                                  | Groove Coverage                        |
| 7 de junho      | Live at Brixton Academy                                  | Dido                                   |
| 9 de junho      | Minimum-Maximum                                          | Kraftwerk                              |
| 14 de junho     | Farewell 1 Tour: Live from Melbourne                     | Eagles                                 |
| 14 de junho     | Paul McCartney in Red Square                             | Paul McCartney                         |
| 28 de junho     | Chicago & Earth, Wind & Fire – Live at the Greek Theatre | Earth, Wind & Fire                     |
| 28 de junho     | Eminem Presents: The Anger Management Tour               | Eminem                                 |
| 28 de junho     | Greatest Hits: Back to the Start                         | Megadeth                               |
| 5 de julho      | The Offspring: Complete Music Video Collection           | The Offspring                          |
| 12 de julho     | Goodies: The Videos & More                               | Ciara                                  |
| 18 de julho     | Live at Ronnie Scott's                                   | Lisa Stansfield                        |
| 25 de julho     | Live in Bucharest: The Dangerous Tour                    | Michael Jackson                        |
| 25 de julho     | Live in Concert 1972/73                                  | Deep Purple                            |
| 26 de julho     | Forever Faithless – The Greatest Hits                    | Faithless                              |
| 10 de agosto    | Most Wanted                                              | Hilary Duff                            |
| 26 de agosto    | Tour Generación RBD En Vivo                              | RBD                                    |
| 30 de agosto    | Free to Be Dirty! Live                                   | Ol' Dirty Bastard                      |
| 5 de setembro   | Live at the House of Blues                               | Tupac                                  |
| 6 de setembro   | A Bigger Bang                                            | The Rolling Stones                     |
| 13 de setembro  | Return of the Champions                                  | Queen + Paul Rodgers                   |
| 20 de setembro  | Live – Friday the 13th                                   | Maroon 5                               |
| 3 de outubro    | Working Class Hero: The Definitive Lennon                | John Lennon                            |
| 7 de outubro    | Unplugged                                                | Alicia Keys                            |
| 11 de outubro   | The Best of Hanson: Live & Electric                      | Hanson                                 |
| 11 de outubro   | Live in Cuba                                             | Audioslave                             |
| 21 de outubro   | Extravaganza: Live at the Mirage                         | Cher                                   |
| 21 de outubro   | #1's                                                     | Destiny's Child                        |
| 25 de outubro   | Greatest Hits                                            | 'N Sync                                |
| 25 de outubro   | Live from London                                         | Duran Duran                            |
| 25 de outubro   | Rockin' the Joint                                        | Aerosmith                              |
| 31 de outubro   | Greatest Hits                                            | Blink-182                              |
| 1 de novembro   | Truly Madly Completely: The Best of Savage Garden        | Savage Garden                          |
| 8 de novembro   | Greatest Hits                                            | Blondie                                |
| 8 de novembro   | Greatest Hits: Limited Tour Edition                      | Lenny Kravitz                          |
| 8 de novembro   | Live in São Paulo                                        | Sepultura                              |
| 9 de novembro   | Greatest Videoz                                          | Limp Bizkit                            |
| 14 de novembro  | Never Forget – The Ultimate Collection                   | Take That                              |
| 15 de novembro  | Bullet in a Bible                                        | Green Day                              |
| 15 de novembro  | Money Is Still a Major Issue                             | Pitbull                                |
| 15 de novembro  | The Collection                                           | Alanis Morissette                      |
| 18 de novembro  | On ne Change pas                                         | Céline Dion                            |
| 21 de novembro  | Live in California 74                                    | Deep Purple                            |
| 22 de novembro  | A Duo Occasion                                           | Harry Connick Jr. e Branford Marsalis  |
| 22 de novembro  | Grandes Éxitos                                           | Luis Miguel                            |
| 22 de novembro  | Over the Years and Through the Woods                     | Queens of the Stone Age                |
| 22 de novembro  | Papa Roach: Live & Murderous in Chicago                  | Papa Roach                             |
| 28 de novembro  | Ana & Jorge – Ao Vivo                                    | Ana Carolina e Seu Jorge               |
| 28 de novembro  | Enjoyment                                                | Kaiser Chiefs                          |
| 29 de novembro  | Weekend on the Rocks                                     | Dave Matthews Band                     |
| 29 de novembro  | Live in Paris 05                                         | Laura Pausini                          |
| 2 de dezembro   | Live in Lisbon                                           | Bryan Adams                            |
| 7 de dezembro   | Bonez Tour 2005: Live at Budokan                         | Avril Lavigne                          |
| 9 de dezembro   | Xuxa Festa                                               | Xuxa                                   |
| 12 de dezembro  | Absolution Tour                                          | Muse                                   |
| 13 de dezembro  | Barrio Fino en Directo                                   | Daddy Yankee                           |

### EPs
| Data           | Título                                  | Artista(s)        |
| -------------- | --------------------------------------- | ----------------- |
| 2 de maio      | The Unquestionable Truth (Part 1)       | Limp Bizkit       |
| 26 de junho    | More                                    | Michael Bublé     |
| 27 de junho    | Acoustic EP                             | 3 Doors Down      |
| 21 de setembro | Britney & Kevin: Chaotic                | Britney Spears    |
| 21 de novembro | Underground 5.0                         | Linkin Park       |
| 22 de novembro | Love. Angel. Music. Baby. (The Remixes) | Gwen Stefani      |
| 6 de dezembro  | Walking with a Ghost                    | The White Stripes |
| 13 de dezembro | Winter Weezerland                       | Weezer            |

### Box sets
| Data           | Título             | Artista(s)    |
| -------------- | ------------------ | ------------- |
| 15 de março    | Eagles             | Eagles        |
| 22 de março    | Prince of Darkness | Ozzy Osbourne |
| 2 de agosto    | The Legend         | Johnny Cash   |
| 23 de agosto   | The Word Is Live   | Yes           |
| 14 de novembro | Boxed              | Eurythmics    |
| 25 de novembro | The Limited Series | Garth Brooks  |

### Singles
| Data            | Título                                    | Artista(s)                                              |
| --------------- | ----------------------------------------- | ------------------------------------------------------- |
| 3 de janeiro    | "Get Right"                               | Jennifer Lopez                                          |
| 9 de janeiro    | "Bad Day"                                 | Daniel Powter                                           |
| 10 de janeiro   | "Sitting, Waiting, Wishing"               | Jack Johnson                                            |
| 17 de janeiro   | "I Just Wanna Live"                       | Good Charlotte                                          |
| 25 de janeiro   | "Shut Up!"                                | Simple Plan                                             |
| 25 de janeiro   | "It's Like That"                          | Mariah Carey com part. de Jermaine Dupri e Fatman Scoop |
| 28 de janeiro   | "You and Me"                              | Lifehouse                                               |
| 7 de fevereiro  | "Sometimes You Can't Make It on Your Own" | U2                                                      |
| 8 de fevereiro  | "Candy Shop"                              | 50 Cent com part. de Olivia                             |
| 14 de fevereiro | "Do Somethin'"                            | Britney Spears                                          |
| 15 de fevereiro | "Hold You Down"                           | Jennifer Lopez com part. de Fat Joe                     |
| 22 de fevereiro | "Lonely"                                  | Akon                                                    |
| 28 de fevereiro | "An Honest Mistake"                       | The Bravery                                             |
| 8 de março      | "Helena"                                  | My Chemical Romance                                     |
| 14 de março     | "Holiday"                                 | Green Day                                               |
| 15 de março     | "We Belong Together"                      | Mariah Carey                                            |
| 15 de março     | "Like Toy Soldiers"                       | Eminem                                                  |
| 22 de março     | "Hollaback Girl"                          | Gwen Stefani                                            |
| 28 de março     | "Beverly Hills"                           | Weezer                                                  |
| 28 de março     | "Home"                                    | Michael Bublé                                           |
| 28 de março     | "He Wasn't"                               | Avril Lavigne                                           |
| 29 de março     | "Untitled (How Could This Happen to Me?)" | Simple Plan                                             |
| 4 de abril      | "Feeling Good"                            | Michael Bublé                                           |
| 5 de abril      | "Don't Phunk with My Heart"               | the Black Eyed Peas                                     |
| 11 de abril     | "Incomplete"                              | Backstreet Boys                                         |
| 12 de abril     | "La Tortura"                              | Shakira com part. de Alejandro Sanz                     |
| 19 de abril     | "Don't Cha"                               | The Pussycat Dolls com part. de Busta Rhymes            |
| 25 de abril     | "Mockingbird"                             | Eminem                                                  |
| 9 de maio       | "Feel Good Inc."                          | Gorillaz com part. de De La Soul                        |
| 16 de maio      | "Lyla"                                    | Oasis                                                   |
| 17 de maio      | "Axel F"                                  | Crazy Frog                                              |
| 23 de maio      | "Fearless"                                | The Bravery                                             |
| 23 de maio      | "Speed of Sound"                          | Coldplay                                                |
| 23 de maio      | 'Lose Control"                            | Missy Elliott com part. de Ciara e Fatman Scoop         |
| 24 de maio      | "Pon de Replay"                           | Rihanna                                                 |
| 30 de maio      | "Best of You"                             | Foo Fighters                                            |
| 30 de maio      | "You're Beautiful"                        | James Blunt                                             |
| 3 de junho      | "The Chronicles of Life and Death"        | Good Charlotte                                          |
| 7 de junho      | "Ass Like That"                           | Eminem                                                  |
| 13 de junho     | "Wake Me Up When September Ends"          | Green Day                                               |
| 29 de junho     | "Don't Lie"                               | the Black Eyed Peas                                     |
| 30 de junho     | "Run It!"                                 | Chris Brown com part. de Juelz Santana                  |
| 2 de julho      | "No"                                      | Shakira                                                 |
| 5 de julho      | "Doesn't Remind Me"                       | Audioslave                                              |
| 5 de julho      | "Cool"                                    | Gwen Stefani                                            |
| 11 de julho     | "Shake It Off"                            | Mariah Carey                                            |
| 18 de julho     | "Just Want You to Know"                   | Backstreet Boys                                         |
| 8 de agosto     | "Have a Nice Day"                         | Bon Jovi                                                |
| 8 de agosto     | "Photograph"                              | Nickelback                                              |
| 16 de agosto    | "Because of You"                          | Kelly Clarkson                                          |
| 16 de agosto    | "Everytime We Touch"                      | Cascada                                                 |
| 16 de agosto    | "If It's Lovin' that You Want"            | Rihanna                                                 |
| 18 de agosto    | "Someday (I Will Understand)"             | Britney Spears                                          |
| 22 de agosto    | "The Importance of Being Idle"            | Oasis                                                   |
| 29 de agosto    | "Unconditional"                           | The Bravery                                             |
| 29 de agosto    | "DARE"                                    | Gorillaz com part. de Shaun Ryder                       |
| 29 de agosto    | "The Ghost of You"                        | My Chemical Romance                                     |
| 29 de agosto    | "Suddenly I See"                          | KT Tunstall                                             |
| 5 de setembro   | "Fix You"                                 | Coldplay                                                |
| 16 de setembro  | "All About Us"                            | t.A.T.u.                                                |
| 19 de setembro  | "Do You Want To"                          | Franz Ferdinand                                         |
| 19 de setembro  | "Love Generation"                         | Bob Sinclar com part. de Gary Pine                      |
| 20 de setembro  | "My Humps"                                | the Black Eyed Peas                                     |
| 26 de setembro  | "Stickwitu"                               | The Pussycat Dolls                                      |
| 30 de setembro  | "How Do You Do!"                          | Cascada                                                 |
| 3 de outubro    | "Tripping"                                | Robbie Williams                                         |
| 3 de outubro    | "Get Your Number"                         | Mariah Carey com part. de Jermaine Dupri                |
| 10 de outubro   | "Don't Forget About Us"                   | Mariah Carey                                            |
| 11 de outubro   | "Don't Bother"                            | Shakira                                                 |
| 17 de outubro   | "Crazy"                                   | Simple Plan                                             |
| 17 de outubro   | "Hung Up"                                 | Madonna                                                 |
| 25 de outubro   | "Jesus of Suburbia"                       | Green Day                                               |
| 31 de outubro   | "Crazy"                                   | Alanis Morissette                                       |
| 31 de outubro   | "Dance, Dance"                            | Fall Out Boy                                            |
| 21 de novembro  | "Dirty Harry"                             | Gorillaz com part. de Bootie Brown                      |
| 25 de novembro  | "I Still..."                              | Backstreet Boys                                         |
| 28 de novembro  | "Let There Be Love"                       | Oasis                                                   |
| 5 de dezembro   | "Walk Away"                               | Franz Ferdinand                                         |
| 6 de dezembro   | "When I'm Gone"                           | Eminem                                                  |
| 12 de dezembro  | "Advertising Space"                       | Robbie Williams                                         |
| 13 de dezembro  | "Check on It"                             | Beyoncé com part. de Slim Thug e Bun B                  |
| 19 de dezembro  | "Talk"                                    | Coldplay                                                |

## Paradas musicais

### Álbuns mais bem sucedidos
| #  | Título                       | Artista(s)          |
| -- | ---------------------------- | ------------------- |
| 01 | X&Y                          | Coldplay            |
| 02 | Back to Bedlam               | James Blunt         |
| 03 | The Massacre                 | 50 Cent             |
| 04 | Confessions on a Dance Floor | Madonna             |
| 05 | All the Right Reasons        | Nickelback          |
| 06 | Mezmerize                    | System of a Down    |
| 07 | Have a Nice Day              | Bon Jovi            |
| 08 | Monkey Business              | The Black Eyed Peas |
| 09 | Curtain Call: The Hits       | Eminem              |
| 10 | The Emancipation of Mimi     | Mariah Carey        |

### Singlesmais bem sucedidos
| #  | Título                       | Artista(s)                         |
| -- | ---------------------------- | ---------------------------------- |
| 01 | "Hung Up"                    | Madonna                            |
| 02 | "Don't Cha"                  | The Pussycat Dolls                 |
| 03 | "You're Beautiful"           | James Blunt                        |
| 04 | "Lonely"                     | Akon                               |
| 05 | "We Belong Together"         | Mariah Carey                       |
| 06 | "Bad Day"                    | Daniel Powter                      |
| 07 | "Boulevard of Broken Dreams" | Green Day                          |
| 08 | "Let Me Love You"            | Mario                              |
| 09 | "Gold Digger"                | Kanye West com part. de Jamie Foxx |
| 10 | "Don't Phunk with My Heart"  | The Black Eyed Peas                |

## Eventos
- Primeira edição da Tomorrowland (festival).

## Obras e shows
- A rapper Lil' Kim lança o seu quarto álbum de estúdio The Naked Truth.
- Shakira dá largada ao seu novo projeto "Fixations" que foi dividido em dois álbuns, Fijación Oral, vol. 1 em espanhol e Oral Fixation, vol. 2 em inglês, lhes rendendo respectivamente 4 Grammys Latinos e 1 Grammy Award.
- A banda Slipknot lança o álbum 9.0 Live, o primeiro CD ao vivo da banda.
- A banda System of a Down lança seus álbuns duplos, porém lançados em duas partes, uma em maio e outra em novembro, o Mezmerize e o Hypnotize;
- Em 28 de outubro a banda alemã Rammstein lança seu quinto álbum, intitulado Rosenrot.
- A banda Charlie Brown Jr. lança o oitavo álbum Imunidade Musical.
- A banda Kraftwerk lança o único álbum ao vivo Minimum-Maximum, premiado como "Melhor Álbum de Musica Eletrônica" no Grammy Award.
- 2 de Abril e 3 de Abril - Xuxa retoma a turnê: Xuxa Circo (2ª etapa), com dois shows de estreia em Belo Horizonte no Chevrolet Hall.
- 23 de maio - A banda Gorillaz lança seu segundo álbum de estúdio Demon Days.
- 30 de maio:
  - Lançamento de "Mil e Uma Noites", quarto e último álbum de estúdio do grupo Rouge. Com a proximidade do fim do contrato com a gravadora, metade do álbum foi composto por faixas inéditas e outra metade por uma coletânea de maiores hits. Não foi tão bem comercialmente como os álbuns anteriores, mas teve como principais sucessos as canções "Vem, Habib (Wala Wala)" e "O Amor É Ilusão".
  - A banda Oasis lança seu sexto álbum de estúdio, Don't Believe the Truth.
- 6 de Junho - A banda Coldplay lança seu terceiro álbum de estúdio, X&Y, com sucessos como Speed Of Sound, Fix You e Talk. Apesar de ter recebido críticas mistas, foi um grande sucesso comercial principalmente na Europa.
- 9 de Julho - O Ministério de Louvor Diante do Trono grava seu 8º Álbum AO VIVO - Ainda Existe uma Cruz , em Porto Alegre
- Com o lançamento da novela Rebelde no Brasil, a banda RBD lança no país uma versão em português de seu primeiro álbum. O Rebelde (Edição Brasil) contém as 11 canções do álbum original, sendo sete delas traduzidas para o português e cantadas pelos próprios integrantes da banda.
- 22 de setembro - RBD lança seu segundo álbum de estúdio, "Nuestro Amor". Assim como o anterior, o álbum contém a trilha sonora da novela Rebelde, exibida pela Televisa, e também ganhou uma versão em português, intitulado "Nosso Amor Rebelde".
- 22 de Outubro - Xuxa retorna com a 3ª e última etapa da turnê: Xuxa Circo, com um show no Pedreira Paulo Leminski em Curitiba.
- A banda Raimundos Lança o álbum Ponto Qualquer Coisa.
- A banda Ultraje a Rigor lançou o Acústico MTV em CD e DVD.
- A banda Matanza lança o terceiro álbum To Hell With Johnny Cash.
- Rihanna lança seu álbum de estreia intitulado Music Of the Sun.
- Madonna lança seu décimo álbum de estúdio Confessions on a Dance Floor, que recebeu um Grammy Award na categoria "Melhor Álbum Dance/Eletrônico".
- 17 e 18 de Dezembro - Completado 1 ano, Xuxa grava o registro oficial da turnê Xuxa Circo, (Xuxa O Show - Ao Vivo) em São Paulo na casa de shows Citibank Hall (Antigo Credicard Hall), onde realizou os dois últimos shows da turnê.
- Patricia Marx lança seu décimo álbum de estúdio no Brasil auto-intitulado, com duas canções inéditas para o Brasil, diferente da versão européia Nu Soul, lançada em 2004.
- A banda Pink Floyd se reuni num show tocando vários clássicos na Live 8.
- É anunciado o fim dos grupos Rouge e Br'oz, ambos formados no talent show Popstars, do SBT.

## Grupos ou bandas fundadas
- AKB48
- Alpha Rev
- The Browning
- One Ok Rock
- Ringside
- Sinbreed
- Super Junior
- Terra Celta
- The Twelves
- We Came as Romans

## Grupos ou bandas extintas
- Ace Troubleshooter
- Blink-182
- Br'oz
- Busted
- The Calling
- Canvas
- Do As Infinity
- Destiny's Child
- The Get Up Kids
- The O.C. Supertones
- Rouge
- Sentenced
- Silkworm

## Os álbuns do ano
A revista Rolling Stone escolheu os seguintes álbuns como sendo os mais significativos do ano de 2005 em termos qualitativos:
1. Late Registration — Kanye West
2. A Bigger Bang — The Rolling Stones
3. Get Behind Me Satan — White Stripes
4. Extraordinary Machine — Fiona Apple
5. Devils and Dust — Bruce Springsteen
6. Analogue — a-ha

## Nascimentos
| Data            | Nome                  | Profissão                                                      | Nacionalidade | Observações | Ref |
| --------------- | --------------------- | -------------------------------------------------------------- | ------------- | ----------- | --- |
| 14 de fevereiro | Jakrapatr Kaewpanpong | ator, cantor, dançarino, pianista, violonista e membro do LYKN | Tailândia     |             |     |
| 26 de Dezembro  | Rafa Gomes            | cantora                                                        | Brasil        |             |     |

## Mortes
| Data           | Nome                      | Profissão            | Nacionalidade  | Observações    | Ref |
| -------------- | ------------------------- | -------------------- | -------------- | -------------- | --- |
| 17 de Janeiro  | Bezerra da Silva          | cantor e compositor  | Brasil         | n. 1927        |     |
| 28 de janeiro  | Jim Capaldi               | baterista            | Inglaterra     | n. 1944        |     |
| 13 de Setembro | Hans-Joachim Koellreutter | maestro e compositor | Alemanha       | alemão n. 1915 |     |
| 3 de Outubro   | Emilinha Borba            | cantora              | Brasil         | n. 1923        |     |
| 16 de Outubro  | David Reilly              | músico               | Estados Unidos | n. 1971        |     |
| 21 de Dezembro | Aurora Miranda            | cantora              | Brasil         | n. 1915        |     |